# FC Sportul Studențesc București
El Fotbal Club Sportul Studenţesc Bucureşti era un club de fútbol rumano de la ciudad de Bucarest y fue fundado en 1916, lo que lo convertía en uno de los clubes más antiguos aún en activo del fútbol rumano. El equipo disputaba sus partidos como local en el Stadionul Regie y juega en la Liga IV. El club tiene en su palmarés una Copa de los Balcanes conseguida en 1979 y su mejor resultado en la Liga I fue el subcampeonato que logró en 1986. En Europa su mejor puesto lo logró en 1987, cuando alcanzó la tercera ronda de la Copa de la UEFA.

## Nombres
- Sporting Club Universitar (1916–1919)
- Sportul Studenţesc (1919–1946 y 1969–presente)
- Sparta Bucureşti (1946–1948)
- Clubul Sportiv Universitar (1948–1954)
- Ştiinţa Bucureşti (1954–1966)
- Politehnica Bucureşti (1966–1969)

## Jugadores

### Jugadores destacados
| - Gheorghe Bucur - Laurențiu Bozeşan - Ionuț Mazilu - Paul Cazan - Romeo Chihaia - Marcel Coraş - Laurențiu Diniță - Tudorel Cristea - Gheorghe Hagi - Octavian Ionescu - Gino Iorgulescu - Mircea Lucescu - Mircea Popa - Aurică Rădulescu - Mircea Sandu | - Constantin Stănici - Marius Şumudică - Florin Roman - Petre Bunaciu - Florin Mladin - Viorel Nițu - Gheorghe Nițu - Alexandru Terheş - Andrei Speriatu - Aurel Munteanu - Ion Munteanu - Răzvan Voicilă - Adrian Oprişan |

## Entrenadores
| - Constantin Ardeleanu - Ion Motroc (1970–73) - Mircea Rădulescu (1977–80), (1987) - Paul Popescu (1987–88) - Ion V. Ionescu (1988–90) - Ioan Andone (1993–94) - Mircea Rădulescu (1995) - Paul Popescu (1995) - Ioan Andone (1996) - Marian Mihail (1996–97), (1998–99) - Gavril Balint (1999–00) - Gheorghe Mulțescu (2001) - Ioan Andone (2001–03) - Dan Petrescu (2003) - Gavril Balint (2003–04) - Dan Petrescu (2004–06) - Cezar Zamfir (2006) - Gheorghe Mulțescu (2006–abril de 2007) - Daniel Timofte (abril de 2007) - Eduardo Badescu (septiembre de 2007) | - Cezar Zamfir (septiembre de 2007–octubre de 2007) - Marian Mihail (octubre de 2007–enero de 2008) - Adrian Falub (enero de 2008–marzo de 2009) - Florin Motroc (marzo de 2009–agosto de 2009) - Tibor Selymes (agosto de 2009–septiembre de 2010) - Viorel Moldovan (septiembre de 2010–octubre de 2010) - Florin Tene (octubre de 2010–enero de 2011) - Gabriel Popescu (enero de 2011–marzo de 2011) - Gheorghe Mulțescu (marzo de 2011–octubre de 2011) - Daniel Timofte (octubre de 2011–11) - Yüksel Yeşilova (2011) - Daniel Isăilă (noviembre de 2011–agosto de 2012) - Eusebiu Tudor (agosto de 2012–septiembre de 2012) - Virgil Andronache (septiembre de 2012–presente) |

## Palmarés
- Liga I

- Campeón (0):
- Subcampeón (1): 1985-86

- Liga II

- Campeón (4): 1936-37, 1971-72, 2000-01, 2003-04
- Subcampeón (3): 1965–66, 1970–71, 2009–10

- Liga III

- Campeón (1): 1958-59

- Copa de Rumania

- Campeón (0):
- Subcampeón (3): 1938-39, 1942-43, 1978-79

- Copa de los Balcanes

- Campeón (1): 1979–80
- Subcampeón (1): 1976